# Agabus biguttatus
Agabus biguttatus är en skalbaggsart som först beskrevs av Olivier 1795.  Agabus biguttatus ingår i släktet Agabus och familjen dykare. Inga underarter finns listade i Catalogue of Life.

## Bildgalleri

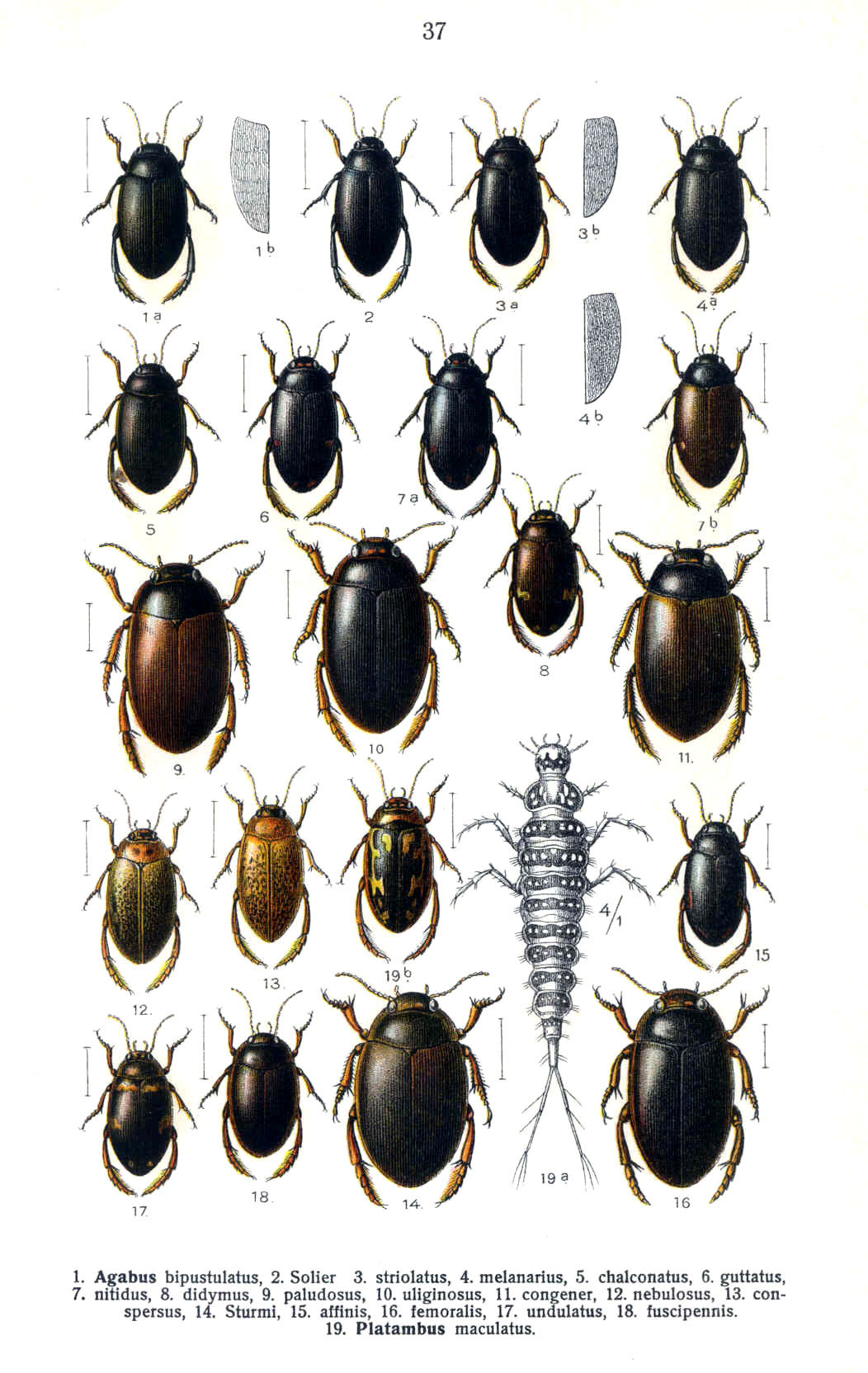
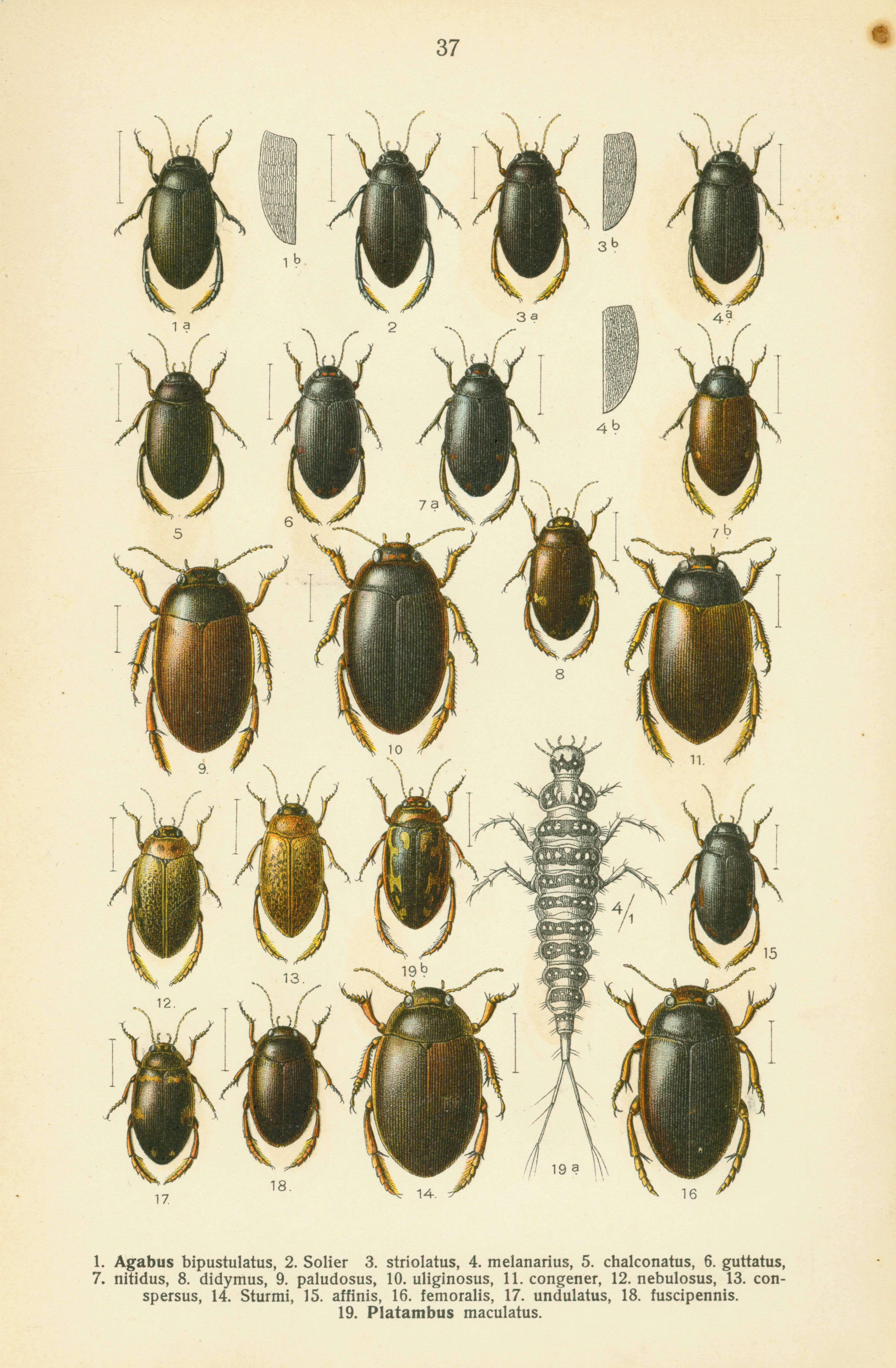